# دليل عملية اللحام

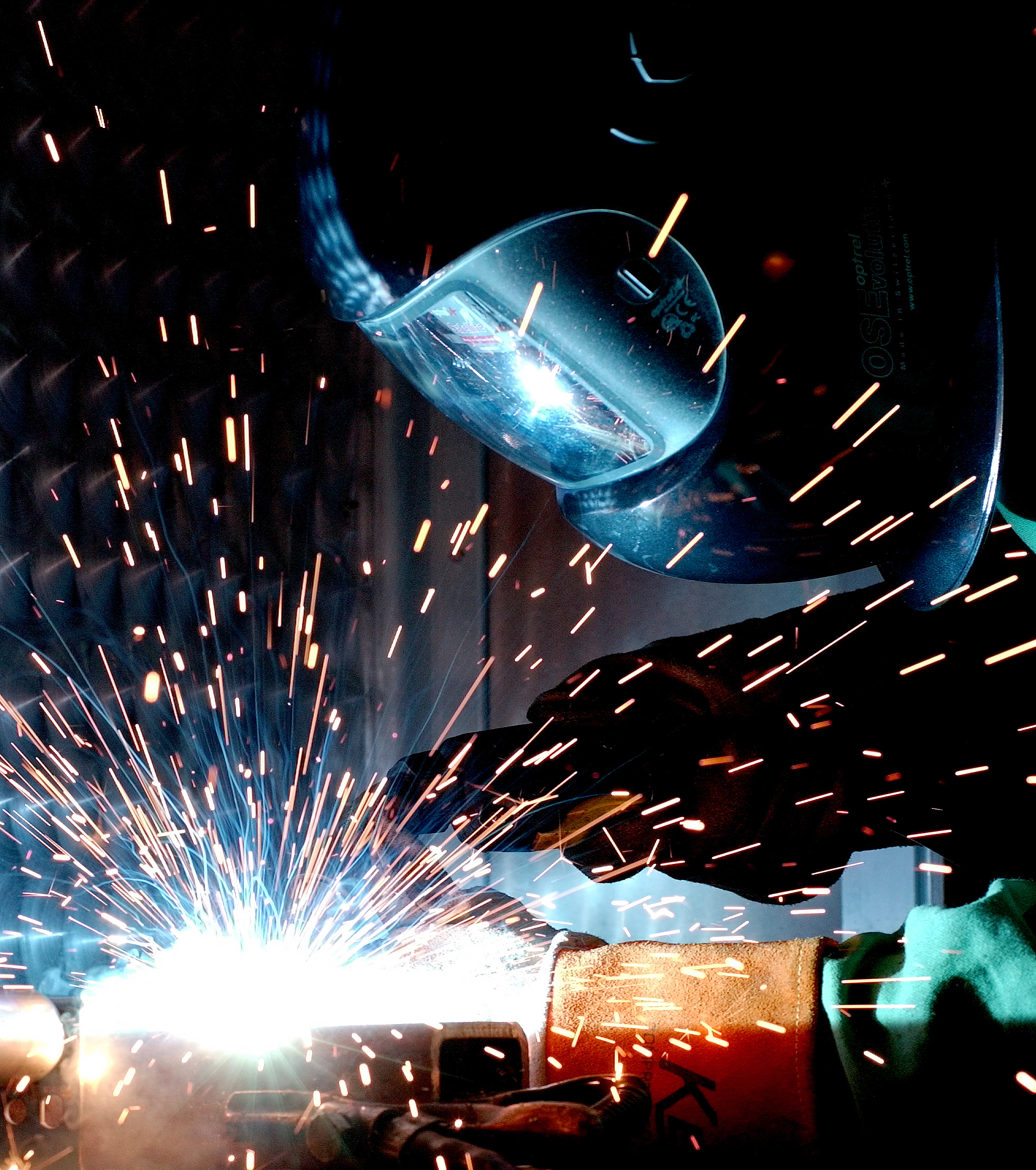
لحام القوس الكهربي

دليل عملية اللحام (بالإنجليزية:  (Welding Procedure Specification (WPS) هو كراسة رسمية إنجليزية تصف إجراء عملية اللحام على الوجه الأكمل. وقد أعدت الكراسة بغرض توجيه اللحامين إلى الخطوات المعترف بها من أجل الحصول على لحام خالي من العيوب يفي بمتطلبات شروط الجودة و يمكن تكراره. وقد طُورت الكراسة لتحتوي على أنواع المعادن ورموز اللحام وطريقة التصنيع والمواد الاستهلاكية. وينبع مثل هذا الدليل عادة من دلائل خصوصية في نفس الموضوع أو هيئات هندسية تهتم بالجودة. وعند تطوير مثل هذا الدليل داخل إحدي المصانع ، فإن المصنع يصوغ الدليل في إطار برنامج المحافظة على الجودة Procedure Qualification Record PQR . وتقرير الجودة (PQR) هو تقرير يخص كل عامل لحام لكي يتبعه في خطوات القيام باللحام ، فيكون الضمان على تنفيذ دليل عملية اللحام وجودة المنتجات .

## اقرأ أيضا
- لحام
- لحام فيض الليزر
- مزدوج معدني
- لحام فيض الإلكترونات
- لحام بالأشعة السينية